# Cold (Stormzy)
Cold è un brano musicale del rapper britannico Stormzy, seconda traccia del primo album in studio Gang Signs & Prayer, pubblicato il 24 febbraio 2017.